# Hitomi Jošizawa
Hitomi Jošizawa (japonsky 吉澤ひとみ, Jošizawa Hitomi), narozena 12. dubna 1985 v Mijoši (prefektura Saitama) Japonsko je bývalá členka J-popové skupiny Morning Musume, která je součástí Hello! Project. V současnosti zpívá v pěveckém duu Hangry&Angry jako Hangry.

## Kariéra
V roce 2000 byla v rámci tzv. „čtvrté generace“ vybrána na základě konkurzu do skupiny Morning Musume. V této generaci byly vybrány i Rika Išikawa, Nozomi Cudži, a Ai Kago. Jejich debutovým singlem se stal Happy Summer Wedding, který byl zároveň i devátým singlem skupiny. Její rozpustilý charakter i klukovský styl odívání a vystupování byl využitý ve třináctém singlu Mr.Moonlight ~Ai no Big Band~, kde skvěle ve videoklipu ztvárnila jednu z klukovských rolí coby playboye.
V Hello! Project futsal byla kapitánkou týmu Gatas Brilhantes H.P. Její vyšší postava (na Japonku) vedla mnohokrát tým k vítězství, a dokonce přesvědčila i Nozomi Cudži, aby zůstala brankářkou i potom, když už ve skupině Morning Musume nezpívala.
V roce 2005 po nečekaném odchodu Mari Jaguči se stává vedoucí skupiny a po promoci Riky Išikawy (květen 2005) je poslední zástupkyní „čtvrté generace“ v Morning Musume.
Čtyři měsíce po tragické smrti mladšího bratra, který byl zabit v dopravní nehodě, Hitomi promuje na koncertě, který se konal 6. května 2007. Předává žezlo vedení skupiny Ai Takahaši a odchází jako jedna z nejdéle působících (přes 7 let) zpěvaček. Zůstává v Hello! Project, ale po dohodě s manažerem (Cunku) hledá vlastní cestu jako sólová zpěvačka. Tu nachází prozatím ve výstředním duu Hangry&Angry společně s exMorning Musume Rikou Išikawou.